# ديفانتي دوبوز
ديفانتي دوبوز (بالإنجليزية: Devante Dubose)‏ هو لاعب كرة قدم أمريكي في مركز الدفاع، ولد في 5 أغسطس 1992 في بيركيلي في الولايات المتحدة. لعب مع Virginia Tech Hokies men's soccer ‏.

## وصلات خارجية
- ديفانتي دوبوز على موقع الدوري الأمريكي (الإنجليزية)
- ديفانتي دوبوز على موقع قاعدة بيانات كرة القدم.إي يو (الإنجليزية)